# Johanna Wolf
Pour les articles homonymes, voir Wolf.
Johanna Wolf (Munich, 1er juin 1900 - Munich, 5 juin 1985), est l'une des secrétaires d'Adolf Hitler.

## Biographie
Elle rejoint le personnel de Hitler en 1929 en tant que dactylo ; elle devient en même temps membre du parti nazi. Quand Hitler devient Chancelier en janvier 1933 elle commence à travailler comme première secrétaire de la Chancellerie privée. En tant que première secrétaire et membre fidèle du parti, elle devient un membre réputé et de confiance de l'entourage du Führer. Elle reste avec lui quand il se réfugie dans le Führerbunker pendant la bataille de Berlin.
Le 22 avril 1945, Hitler décide de rester à Berlin et s'y suicider. Il envoie Wolf et Christa Schroeder essayer d'aller à sa maison à Berchtesgaden en Bavière ; elles étaient chargées d'y trouver et brûler tous ses documents avant que les Alliés n'y arrivent.
Wolf et Schroeder sont capturées le jour suivant à Bad Tölz quand les Américains occupent Berchtesgaden ; elles sont libérées le 14 janvier 1948.
Plus tard elle déménage à Kaufbeuren. Elle meurt à Munich en 1985.
Wolf, à l'opposé de plusieurs secrétaires de Hitler, dont Schroeder et Traudl Junge, refusa toujours de dire quoi ce que ce soit de Hitler ou de son travail, et refusa toute offre d'entrevue de la part des médias. Dans les années 1970 on[Qui ?] lui offrit beaucoup d'argent pour écrire ses mémoires, mais elle répondit en disant qu'elle était une « secrétaire privée » ; elle croyait que c'était son devoir de ne jamais rien dire sur Hitler.

## Source
- (en) Cet article est partiellement ou en totalité issu de l’article de Wikipédia en anglais intitulé « Johanna Wolf » (voir la liste des auteurs).